# Karin Söder
Karin Ann-Marie Söder z domu Bergenfur (ur. 30 listopada 1928 we Frykerud w gminie Kil, zm. 19 grudnia 2015 w Täby) – szwedzka polityk i nauczycielka, deputowana i minister, od 1985 do 1987 przewodnicząca Partii Centrum.

## Życiorys
Ukończyła szkołę średnią w Göteborgu, następnie studiowała w Falun i pracowała jako nauczycielka. Zaangażowała się w działalność polityczną w ramach Partii Centrum, była radną w gminie Täby i następnie od 1969 do 1973 radną miejską w Sztokholmie.
Od 1971 wybierana do szwedzkiego parlamentu. W Riksdagu zasiadała do 1991. Dwukrotnie w tym czasie (1984 i 1989) przewodniczyła Radzie Nordyckiej. Pełniła nadto funkcję wiceprzewodniczącej klubu poselskiego centrystów i od 1971 wiceprzewodniczącej partii. Od 1976 do 1978 sprawowała urząd ministra spraw zagranicznych jako pierwsza kobieta w Szwecji na tym stanowisku. Była też jedną z pierwszych kobiet na świecie kierujących tym resortem. Ponownie wchodziła w skład szwedzkiego rządu w okresie 1979–1982 jako minister spraw społecznych.
Od 1983 do 1985 stała na czele szwedzkiego oddziału organizacji Save the Children. W 1985 została wybrana na przewodniczącą Partii Centrum – została tym samym pierwszą kobietą w Szwecji kierującą parlamentarnym ugrupowaniem. Ustąpiła w 1987 z powodów zdrowotnych. Po 1991 działała społecznie, pozostała także aktywną członkinią Partii Centrum.